# Vévoda de Saint-Cloud
Titul vévody ze Saint-Cloud (francouzsky Duc de Saint-Cloud) byl vytvořen roku 1674 parlamentem, byl však udělen teprve v roce 1690. Nositeli titulu byli pařížští arcibiskupové. Titul zanikl během Velké francouzské revoluce.

## Seznam nositelů titulu vévoda ze Saint-Cloud
| Vévoda ze Saint-Cloud | Jméno                                                      | Portrét | Znak |
| --------------------- | ---------------------------------------------------------- | ------- | ---- |
| 1674-1695             | François Harlay de Champvallon (1625-1695)                 |         |      |
| 1695-1729             | Louis-Antoine kardinál de Noailles (1651-1729)             |         |      |
| 1729-1746             | Charles-Gaspard-Guillaume de Vintimille du Luc (1729-1746) |         |      |
| 1746-1746             | Jacques Bonne-Gigault de Bellefonds (1698-1746)            |         |      |
| 1746-1781             | Christophe de Beaumont (1703-1781)                         |         |      |
| 1782-1789             | Antoine-Éléonor-Léon Leclerc de Juigné (1728-1811)         |         |      |